# Караджорджев парк (станция)

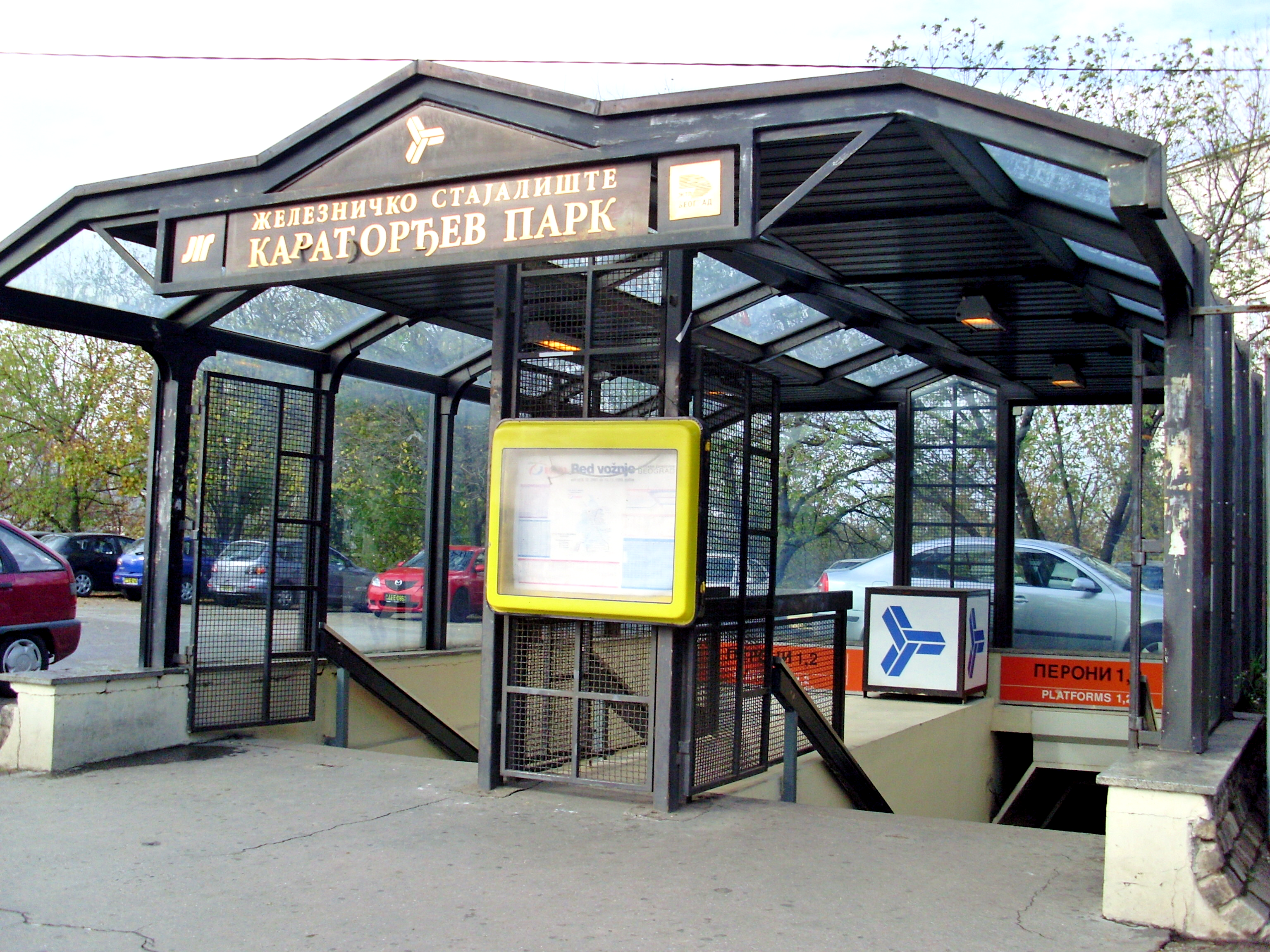
Вход на станцию Караджорджев парк

Станция Караджорджев парк (серб. Карађорђев парк, Karađorđev park) — железнодорожная станция в муниципалитете Савски-Венац, Белград, Сербия.
Расположена на автодороге E70. Караджорджев парк является последней общей станцией для двух линий БГ ВОЗ, в направлении от станции Овча. Следующая станция на Овчу  — Вуков споменик, на станцию Ресник  — Раковица, на станцию Батайница  — Белград-Центральный. Станция Караджорджев парк имеет 2 пути.

## Галерея

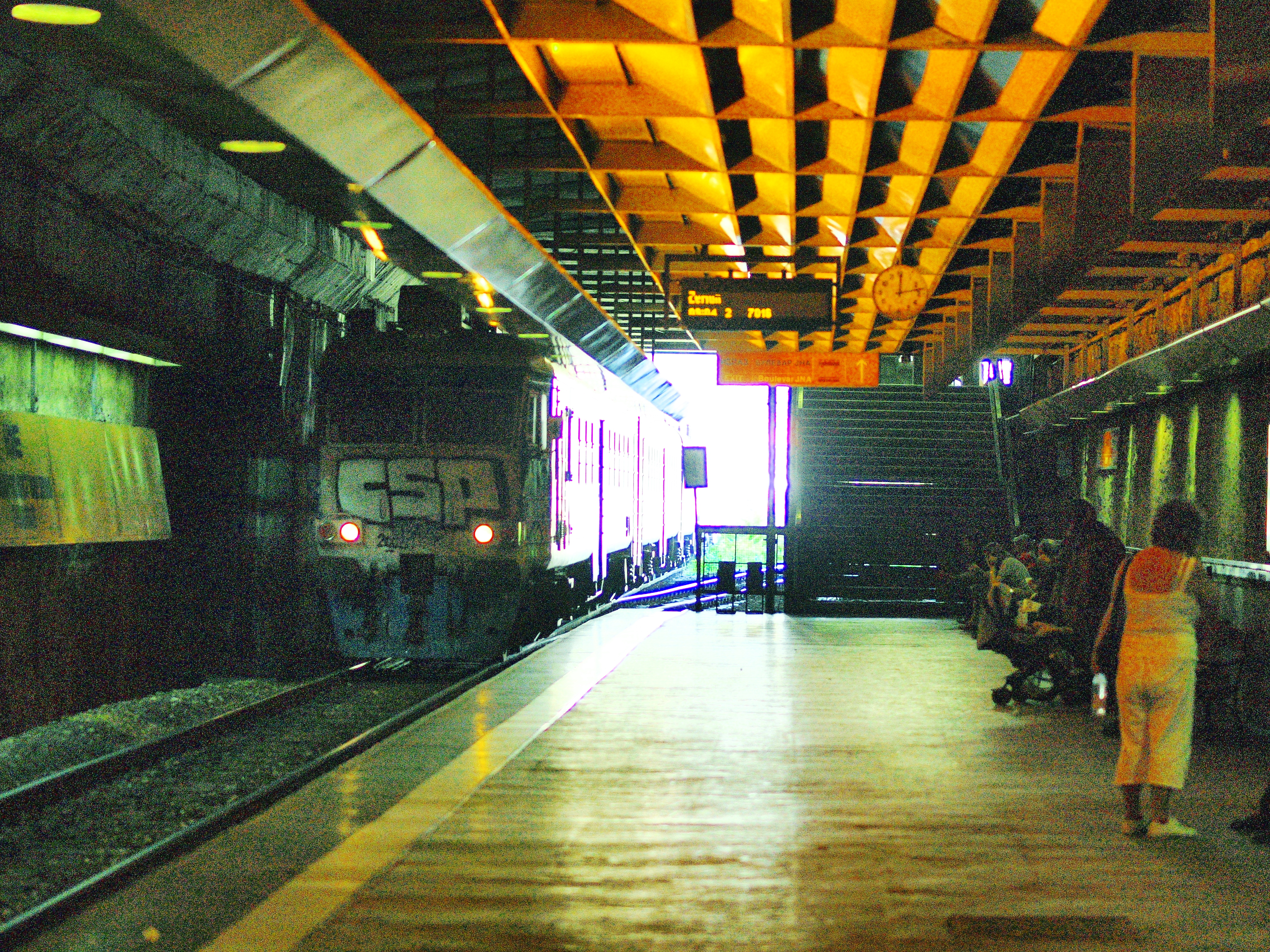
Железнодорожная станция Караджорджев Парк
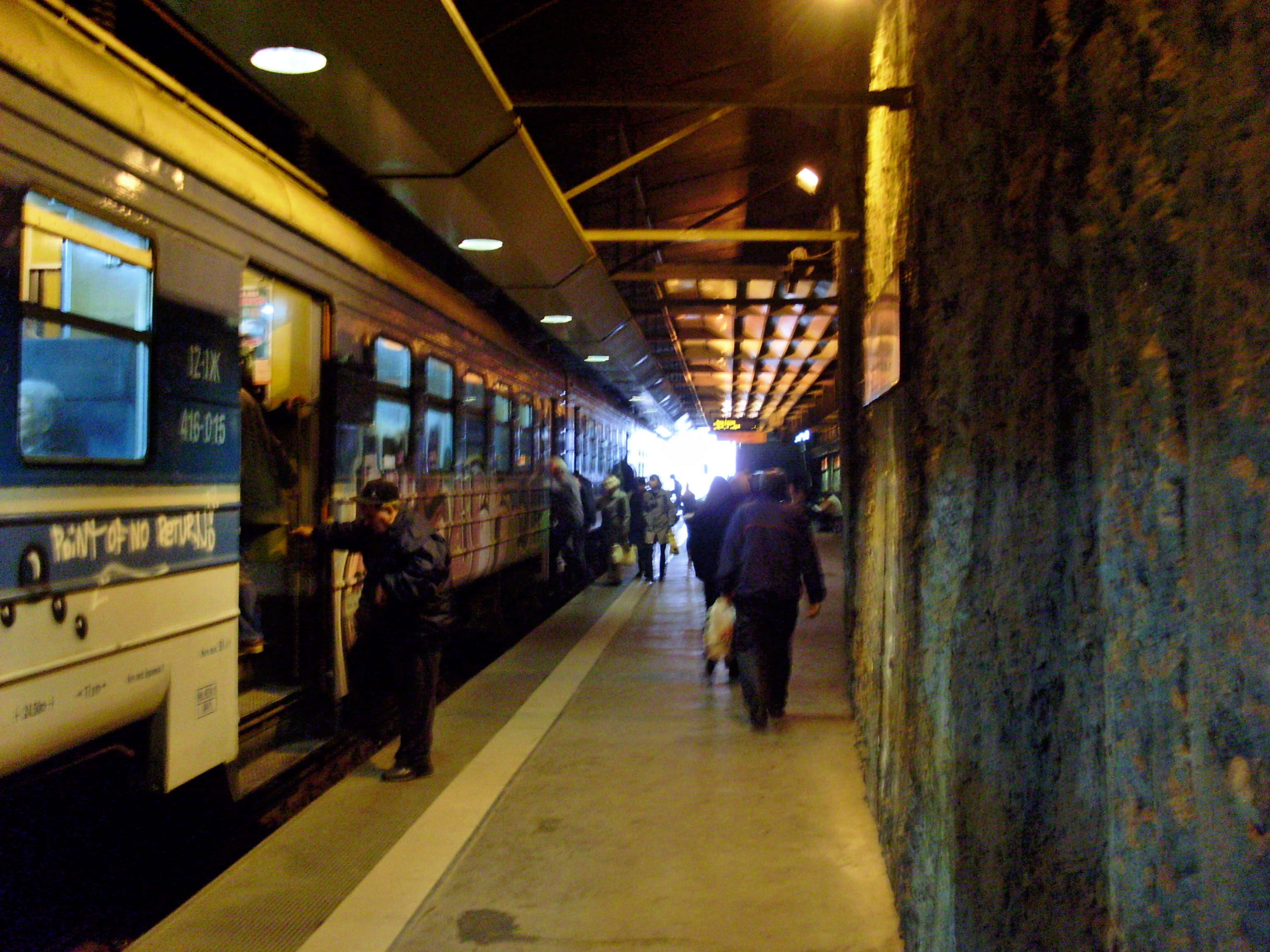
Беовоз на железнодорожной станции Караджорджев Парк

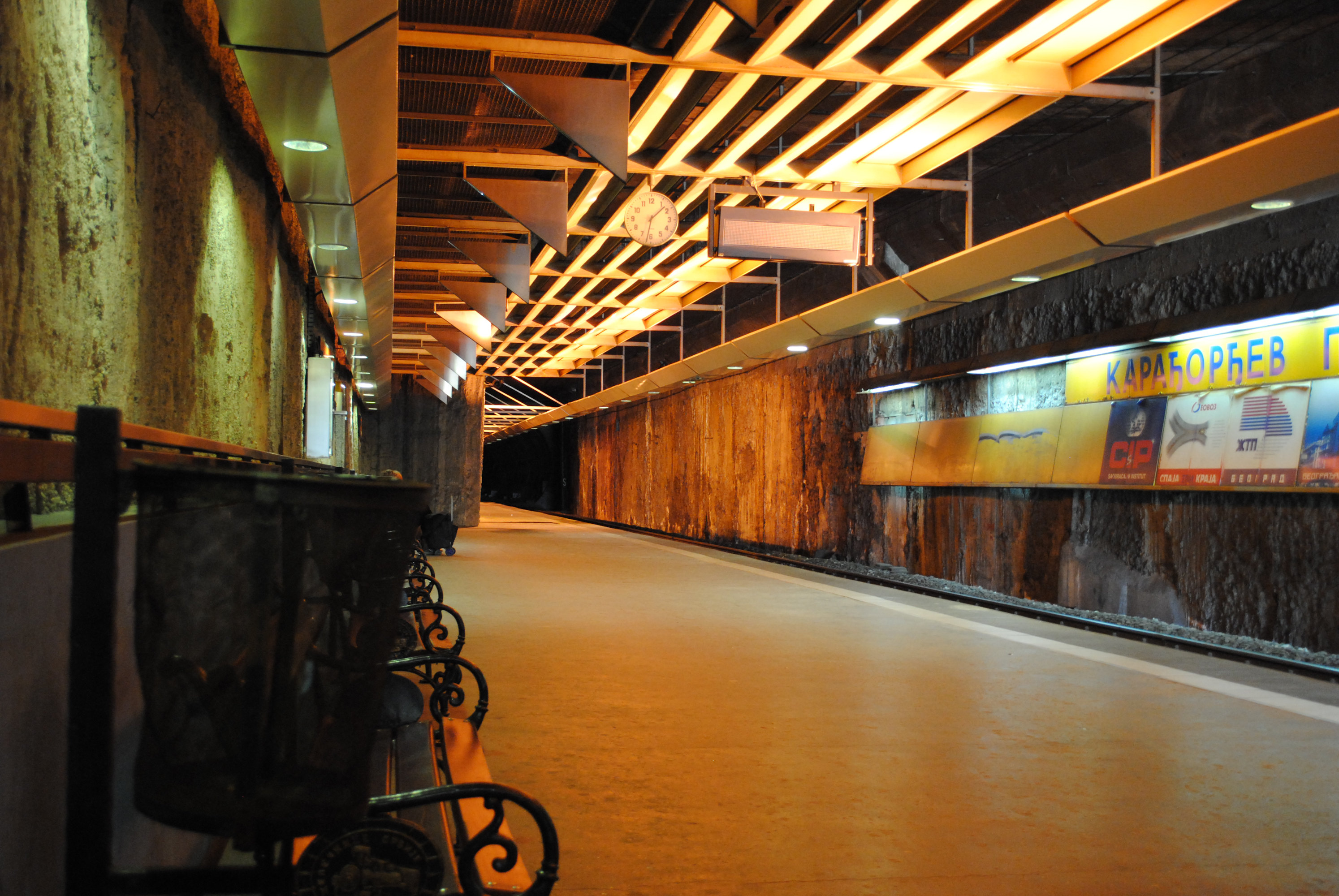